# Laurent Guillaume de Koninck
Laurent Guillaume de Koninck (Leuven, 3 mei 1809 – Luik, 16 juli 1887) was een Belgische paleontoloog en scheikundige.
De Koninck studeerde medicijnen aan de Rijksuniversiteit Leuven, in 1831 werd hij assistent bij de scheikunde. Hij studeerde scheikunde in Parijs, Berlijn en Gießen, en gaf daarna les in scheikunde aan de universiteiten van Gent en Luik. In 1856 werd hij hoogleraar scheikunde aan de Universiteit van Luik, hij bleef in die positie lesgeven tot het einde van zijn leven.
Rond 1835 begon hij in zijn vrije tijd de fossielen uit het Carboon die in de Ardennen rond Luik gevonden worden te bestuderen. Hij groeide langzaam uit tot een expert op het gebied van de paleontologie van Paleozoïsche gesteenten, dankzij zijn gedetailleerde beschrijvingen van mollusken, brachiopoden, kreeftachtigen en crinoïden uit het Belgische Carboon. Als erkenning voor zijn werk werd hij ook hoogleraar paleontologie te Luik.
De Koninck won in 1875 de Wollaston Medal van de Geological Society en in 1886 de Clarke Medal van de Royal Society of New South Wales.

## Publicaties
- Eléments de chimie inorganique (1839)
- Description des animaux fossiles qui se trouvent dans le terrain Carbonifère de Belgique (1842-1844, supp. 1851)
- Recherches sur les animaux fossiles (1847, 1873)